# Kamień Łukawski
Kamień Łukawski is een plaats in het Poolse district  Sandomierski, woiwodschap Święty Krzyż. De plaats maakt deel uit van de gemeente Dwikozy en telt 130 inwoners.